# Środek fazowy anteny
Środek fazowy anteny, centrum fazowe anteny – środek sfery stanowiącej powierzchnię ekwifazową (czoło fali) pola elektromagnetycznego anteny. Jeśli powierzchnia ekwifazowa nie jest w kształcie sfery, antena nie ma środka fazowego.
Pomiary satelitarnych systemów nawigacyjnych odnoszą się do środków fazowych. Środek mechaniczny (geometryczny) anteny znany jest z dokładnością submilimetrową. Środek fazowy nie pokrywa się ze środkiem mechanicznym o wielkość od kilku milimetrów do kilku centymetrów. To przesunięcie może być wyznaczone i usunięte podczas opracowywania pomiarów. Większej staranności wymaga badanie stabilności środka fazowego anteny. Niestabilność ta wynosi także od kilku milimetrów (dla anten nowszych typów) do kilku centymetrów (dla anten o niezbyt dobrych parametrach). Środek fazowy jest to punkt będący źródłem promieniowania (skupia się w nim promieniowanie). Jeśli źródło promieniowania jest idealnie punktem, linie równych faz tworzą sferyczne warstwy o środku w danym punkcie. Badanie położenia środka fazowego można wykonać metodą stycznej do kuli, polegającą na wyznaczeniu położenia środka krzywizny linii fazowych. Wszystkie niepunktowe źródła promieniowania wywołują niekuliste warstwy linii równych faz. Wówczas każdy odcinek łuku linii równych faz posiada swój środek krzywizny. Antena zatem nie posiada stałego środka fazowego, gdyż zależy on od kierunku podania sygnału. Środek fazowy jest różny dla częstotliwości L1 i L2.